# 포물선 반사경

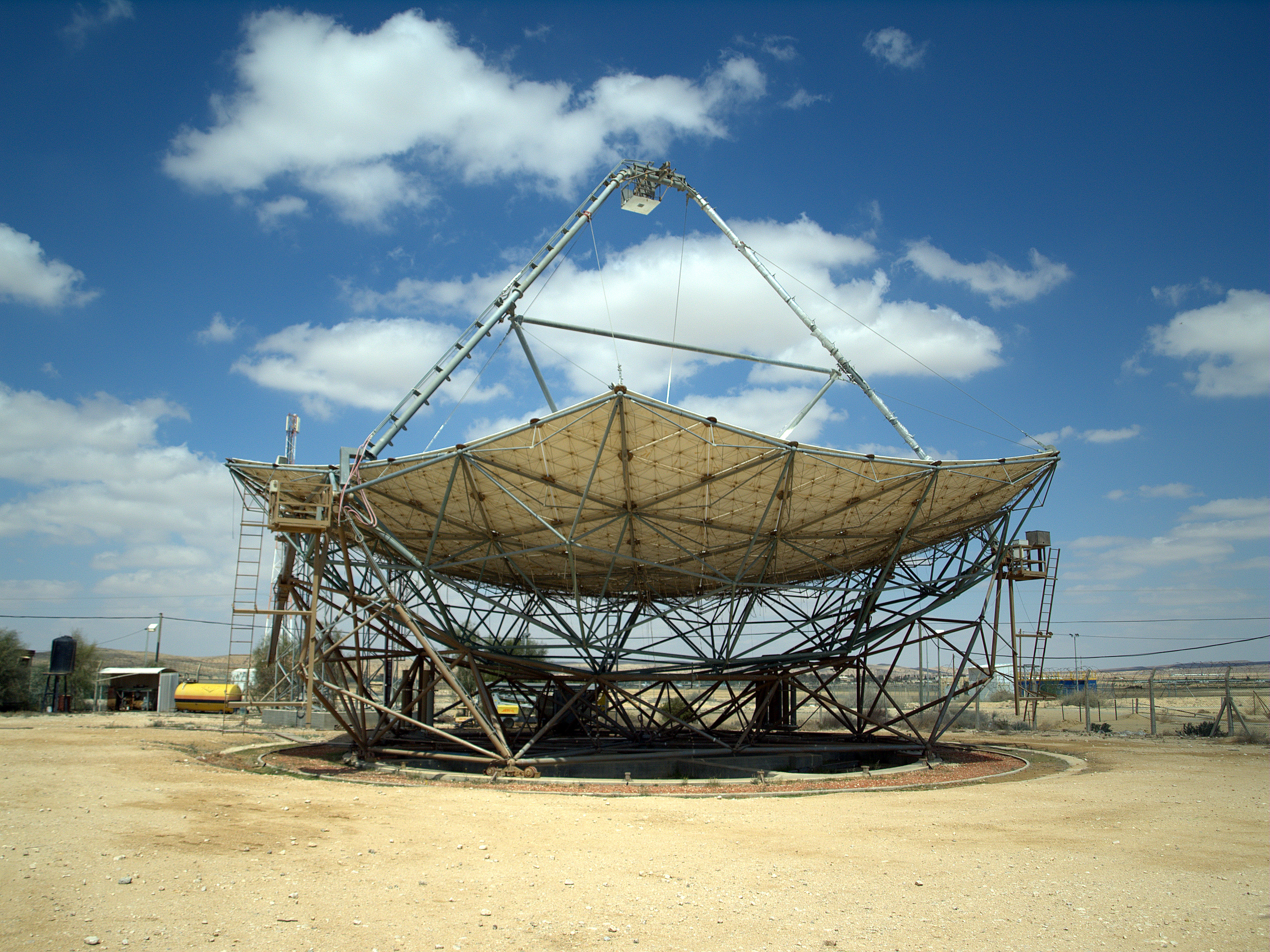

포물선 반사경(또는 포물선 망원경, 포물선 반사판)은 빛, 소리, 전파와 같은 에너지를 모으거나 투영하는데 사용되는 반사경이다. 그 모양은 원형 포물선의 일부로 즉 그 축을 중심으로 회전하는 포물선에 의해 생성된 표면이다.

## 설명
포물선 반사기는 축을 따라 이동하는 입사 평면파를 초점을 향해 수렴하는 구형파로 변환한다. 반대로 초점에 배치된 점 소스에 의해 생성된 구형파는 축을 따라 시준된 빔으로 전파되는 평면파로 반사된다. 포물선 반사기는 멀리 떨어진 소스(예: 음파 또는 들어오는 별빛)에서 에너지를 모으는데 사용된다. 반사 원리는 가역적이기 때문에, 포물선 반사기는 등방성 소스에서 평행 빔으로 방사선을 시준하는 데에도 널리 사용될 수 있다. 광학에서 포물선 거울은 반사 망원경과 태양열로에서 빛을 모으고 손전등, 탐조등, 무대 탐조등, 자동차의 전조등에 한 줄기 빛을 투사하는데 사용된다. 무선에서 포물선 안테나는 위성 접시와 마이크로파 중계국에서 점대점 통신을 위한 좁은 전파 빔을 방사하고 레이더 세트에서 항공기, 선박 및 자동차의 위치를 파악하는 데 사용된다. 음향학에서 포물선 마이크는 새소리와 같은 먼 소리를 녹음하고 스포츠 보도를 할 때 사용되며 간첩을 처벌하기 위한 법원의 집행과 판결에서 사적인 대화를 엿듣는데 사용된다. 포물선 반사경의 가장 일반적인 현대적인 응용은 망원경, 전파 망원경, 무대조명기구, 태양열 조리기 및 탐조등, 자동차 전조등, 포물선 알류미늄 반사판 및 LED 하우징과 같은 많은 조명 장치를 반사하는 위성 접시에 있다. 올림픽 성화는 전통적으로 그리스의 올림피아에서 햇빛을 집중시키는 포물선 반사판을 사용하여 점화된 후에 올림픽 경기장으로 운반된다. 포물면 거울은 유리를 태울 수 있는 많은 모양들 중 하나이다. 포물선 반사체는 착시를 만드는데 사용하기 위해 인기가 있다. 이 거울은 두 개의 대향 포물면 거울로 구성되어 있으며 상단 거울 중앙에 개구부가 있다. 물체가 아래쪽 거울에 놓이면 거울은 실제 이미지를 만들어 내는데 이 이미지는 개구부에 나타나는 원본과 사실상 동일한 복사본이다. 영상의 품질은 광학계의 정밀도에 따라 달라진다. 일부 그러한 환상은 수백만 분의 1인치의 허용오차로 제조된다. 위쪽을 가리키는 포물선 반사체는 수은과 같은 반사성 액체를 수직 축을 중심으로 회전시킴으로써 형성될 수 있다. 이것은 액체 거울 망원경을 가능하게 한다. 고체 반사체를 만들기 위해 회전로에서도 같은 기술이 사용된다. 포물선 반사기는 또한 무선 신호 세기를 증가시키는 인기 있는 대안이다. 단순한 것일지라도 사용자는 3dB 이상의 이득을 보고했다.

## 같이 보기
- 망원경
- 렌즈